# Misericórdia

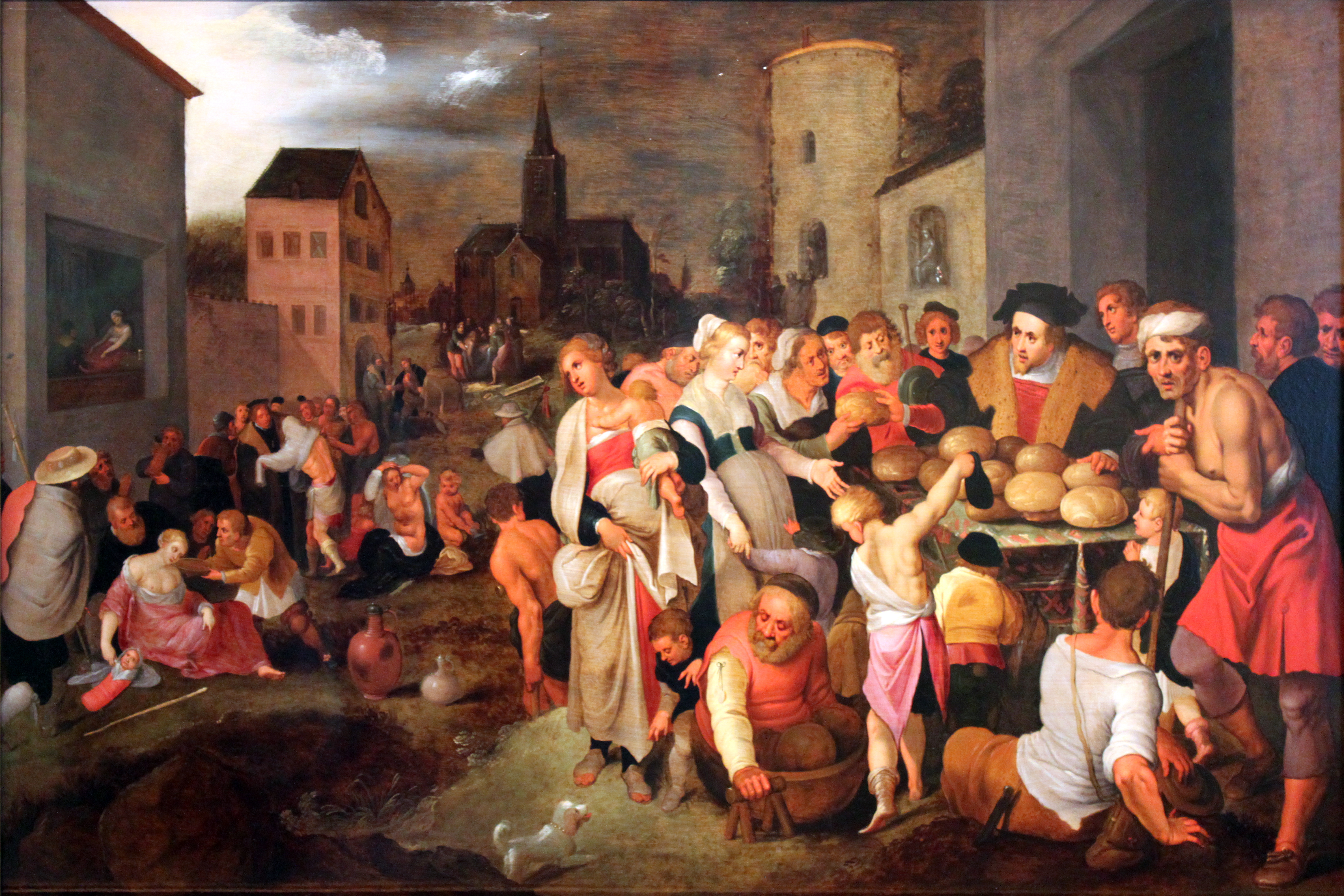
As Sete Obras de misericórdia, por Frans Francken, o Jovem, 1605.

Misericórdia é um termo amplo que se refere a benevolência, perdão e bondade em uma variedade de contextos éticos, religiosos, sociais e até mesmo legais.
O conceito de um "Deus misericordioso" aparece em várias religiões, incluindo Cristianismo, Judaísmo e também no Islamismo. O ato de realizar ações de misericórdia como um componente da crença religiosa também é enfatizado através de ações como a doação de esmolas, o cuidar dos doentes e as obras de misericórdia.
No contexto social e legal, a misericórdia pode se referir tanto ao comportamento compassivo por parte de quem está no poder (por exemplo, a misericórdia mostrado por um juiz no sentido de um presidiário), humanitário ou por parte de um terceiro, por exemplo, uma missão de misericórdia com o objetivo para tratar as vítimas de guerra.

## Etimologia
Misericórdia é a junção de duas palavras em latim: miseratio (miséria) + cordis (coração). Assim, pode-se entender literalmente misericórdia como "coração que se debruça sobre a miséria [humana]" ou "coração compadecido".

## Cristianismo
O Catecismo da Igreja Católica enfatiza a importância das obras de misericórdia (item 2447) e no ensino católico romano, a misericórdia de Deus flui através da obra do Espírito Santo. inclui referências frequentes à liturgia católica romana misericórdia, por exemplo, como no Kyrie eleison ("Senhor, tende piedade (de nós); Cristo, tende piedade (de nós); Senhor, tende piedade (de nós)").
No Antigo Testamento, Deus é apresentado como "misericordioso e compassivo" como no Salmos 103:8. 
A ênfase na misericórdia aparece em numerosas partes do Novo Testamento, por exemplo, como nas Bem-aventuranças em Mateus 5:7 "Bem-aventurados os misericordiosos, porque eles alcançarão misericórdia", a Parábola do Filho Pródigo (Lucas 15:11-32), tornou-se um tema importante sobre a extensão da misericórdia divina para os outros. e, mais importante ainda, no capítulo 25 do Evangelho segundo São Mateus (Mt 25,31-46) onde Jesus explicita as obras de misericórdia corporais que serão exigidas no Juízo Final:
"«Quando o Filho do homem vier na sua glória com todos os seus Anjos, sentar-Se-á no seu trono glorioso. Todas as nações se reunirão na sua presença e Ele separará uns dos outros, como o pastor separa as ovelhas dos cabritos; e colocará as ovelhas à sua direita e os cabritos à sua esquerda. Então o Rei dirá aos que estiverem à sua direita:

‘Vinde, bem ditos de meu Pai;
recebei como herança o reino que vos está preparado desde a criação do mundo.
Porque tive fome e destes-Me de comer;
tive sede e destes-me de beber;
era peregrino e Me recolhestes;
não tinha roupa e Me vestistes;
estive doente e viestes visitar-Me;
estava na prisão e fostes ver-Me’.

Então os justos Lhe dirão: 
‘Senhor, quando é que Te vimos com fome e Te demos de comer, ou com sede e Te demos de beber? Quando é que Te vimos peregrino e te recolhemos, ou sem roupa e Te vestimos? Quando é que Te vimos doente ou na prisão e Te fomos ver?’
E o Rei lhes responderá:
‘Em verdade vos digo: Quantas vezes o fizestes a um dos meus irmãos mais pequeninos, a Mim o fizestes’.
Dirá então aos que estiverem à sua esquerda:
‘Afastai-vos de Mim, malditos, para o fogo eterno, preparado para o demónio e os seus anjos.
Porque tive fome e não Me destes de comer; tive sede e não Me destes de beber; era peregrino e não Me recolhestes; estava sem roupa e não Me vestistes; estive doente e na prisão e não Me fostes visitar’.
Então também eles Lhe hão-de perguntar:
‘Senhor, quando é que Te vimos com fome ou com sede, peregrino ou sem roupa, doente ou na prisão, e não Te prestámos assistência?’
E Ele lhes responderá:
‘Em verdade vos digo: Quantas vezes o deixastes de fazer a um dos meus irmãos mais pequeninos, também a Mim o deixastes de fazer’.
Estes irão para o suplício eterno e os justos para a vida eterna»." (Mt 25, 31-46)

Este elemento devocional de misericórdia , como parte da tradição cristã, foi ecoado por Santo Agostinho que chamou a misericórdia "tão antiga e tão nova".
As obras de misericórdia (sete corporais e sete obras espirituais) são parte de todas as tradições Cristãs relevantes, particularmente de índole Católica e Ortodoxa.

### Catolicismo
No catolicismo, a misericórdia também se refere a uma devoção que teve a sua origem nas aparições de Jesus recebidas por Santa Faustina Kowalska, no início do século XX, na Polónia. Em seu Diário, a religiosa relatou ter recebido instruções do próprio Cristo para que desse a conhecer a todo o mundo a Divina Misericórdia.

## Islamismo
No Islão o título "Misericordiosíssimo" (al-Rahman) e Compassivo (al-Rahim) nomes de Allah, são os nomes mais comuns que ocorrem no Alcorão. Rahman e Rahim ambos derivam da raiz Rahmat, que refere-se a ternura e benevolência. Como uma forma de piedade, dar a esmola (zakat) é o quarto dos cinco pilares do Islão e um dos requisitos para os fiéis.